# Чемпіонат Польщі з гандболу серед жінок 2023—2024: Суперліга
Чемпіонат Польщі з гандболу серед жінок (Суперліга) 2023/2024 — шістдесят восьмий чемпіонат Польщі, п'ятий сезон в рамках професійної ліги. 
Титульним спонсором чемпіонату в цьому сезоні стало акціонерне товариство «Orlen», що займається нафтопереробкою та дистрибуцією паливно-мастильних матеріалів. Новою офіційною назвою турніру є ORLEN Superligа Kobiet.

## Учасники та терміни проведення
У чемпіонаті брали участь 10 команд. Як і минулого сезону, в чемпіонаті брала участь команда з України — львівська «Галичанка». Домашні матчі львів'янки проводили у Польщі, в місті Ланьцут. Новою командою, яка отримала ліцензію на участь у Суперлізі є  «SWWS Energa» з Щипйорно, району міста Каліш.
Розпочався чемпіонат 9 вересня 2023 року. Фінальна серія матчів відбулась 18 травня та 22 травня 2024 р. У основному етапі всі команди зіграють 90 матчів, 2 матчі з кожним з суперників. Після закінчення основного (регулярного) етапу команди були поділені на групу з шістьох кращих команд (А), які змагались за чемпіонство та «групу вильоту» (Б) з чотирьох команд, які боролись за право участі у Суперлізі наступного сезону чи пониження у класі. Після поділу на групи команди також зіграли по одному домашньому та виїзному матчі з кожним з суперників. У «чемпіонській» групі команди зіграли 10 турів, а у «групі вильоту» — 6 турів. Загалом у сезоні 2023/24 було зіграно 133 матчі, враховуючи матч за участь у польській Суперлізі в сезоні 2024—2025. У ньому зустрілись «SWWS Energa» (Каліш) та першолігова «МТС Жори» (Жори). Команда з Каліша перемогла з рахунком 30:29 та зберігає право на участь в Суперлізі в наступному сезоні.
- ГК гміни Кобежице;
- «Energa AZS» Кошалін;
- «SWWS Energa» Каліш;
- «MKS Lublin» Люблін;
- ГК «Ярослав»;
- «Заглембє» Любін;
- «Пйотрковія» Пйотркув-Трибунальський;
- «Urbis» Гнезно;
- «Старт Ельблонг»;
- «Галичанка» Львів.

## Турнірна таблиця

### Попередній етап
| №  | Команда                                | І  | В  | Вш | Пш | П  | М       | О  |
| -- | -------------------------------------- | -- | -- | -- | -- | -- | ------- | -- |
| 1  | «Заглембє» (Любін)                     | 18 | 18 | 0  | 1  | 0  | 581:401 | 52 |
| 2  | ГК гміни Кобежице                      | 18 | 14 | 1  | 0  | 3  | 528:480 | 44 |
| 3  | «MKS Lublin» (Люблін)                  | 18 | 12 | 3  | 0  | 2  | 543:378 | 43 |
| 4  | «Urbis» (Гнезно)                       | 18 | 10 | 1  | 2  | 5  | 468:489 | 34 |
| 5  | «Energa AZS» (Кошалін)                 | 18 | 7  | 1  | 0  | 10 | 433:441 | 23 |
| 6  | «Пйотрковія» (Пйотркув-Трибунальський) | 18 | 7  | 0  | 0  | 11 | 499:510 | 21 |
| 7  | «Старт Ельблонг»                       | 18 | 6  | 1  | 0  | 11 | 468:547 | 20 |
| 8  | ГК «Ярослав»                           | 18 | 2  | 1  | 4  | 11 | 357:393 | 12 |
| 9  | «Галичанка» Львів                      | 18 | 4  | 0  | 0  | 14 | 466:561 | 12 |
| 10 | «SWWS Energa» (Каліш)                  | 18 | 2  | 1  | 1  | 14 | 439:564 | 9  |

Після вісімнадцятого туру, закінчення основного етапу.

### Фінальний етап
Підсумкова турнірна таблиця

#### Група «А»
| № | Команда                                | І  | В  | Вш | Пш | П  | М       | О  |
| - | -------------------------------------- | -- | -- | -- | -- | -- | ------- | -- |
|   | «Заглембє» (Любін)                     | 28 | 25 | 1  | 1  | 1  | 854:621 | 78 |
|   | ГК гміни Кобежице                      | 28 | 20 | 2  | 0  | 6  | 801:744 | 64 |
|   | «MKS Lublin» (Люблін)                  | 28 | 19 | 2  | 2  | 5  | 818:637 | 63 |
| 4 | «Urbis» (Гнезно)                       | 28 | 13 | 1  | 2  | 12 | 750:787 | 43 |
| 5 | «Пйотрковія» (Пйотркув-Трибунальський) | 28 | 10 | 0  | 0  | 18 | 754:799 | 30 |
| 6 | «Energa AZS» (Кошалін)                 | 28 | 9  | 1  | 0  | 18 | 723:763 | 29 |

#### Група «Б»
| №  | Команда               | І  | В | Вш | Пш | П  | М       | О  |
| -- | --------------------- | -- | - | -- | -- | -- | ------- | -- |
| 7  | ГК «Ярослав»          | 24 | 8 | 1  | 4  | 11 | 580:590 | 30 |
| 8  | «Старт Ельблонг»      | 24 | 9 | 1  | 0  | 14 | 633:717 | 29 |
| 9  | «SWWS Energa» (Каліш) | 24 | 5 | 1  | 1  | 17 | 596:723 | 18 |
| 10 | «Галичанка» Львів     | 24 | 4 | 0  | 0  | 20 | 603:733 | 12 |